# 愛のバッテリー
「愛のバッテリー」（あいのバッテリー、사랑의 배터리、Love Battery）は、大韓民国の女性歌手ホン・ジニョンのソロ・デビューシングル。作詞はカン・ウンギョン、作曲・編曲はチョ・ヨンス。2000年代以降の新世代によるトロットを代表する曲である。2009年6月19日発売。2009年度Mnet Asian Music Awardsトロット音楽賞受賞。

## 解説
ガール・グループ「SWAN」解散後、タレント活動で知名度を増していたホン・ジニョンのソロ・デビュー作。中高年向けというそれまでのトロットのイメージを覆し、若年層の間で異例のヒットを記録した。ポップス歌手での再デビューを目指していたホンは、曲を渡された当初は直接的な歌詞に嫌悪感を抱いたという。
韓国語の外来語表記法に従えば「Battery」の発音は「ベトリ（배터리）」となるが、同曲では日本語に近い「バッテリー」と発音される。
2009年7月には、ホンの出身地である光州広域市のプロ野球チーム起亜タイガースの応援歌に選ばれた。
2018年、KBS2「芸能街中継」で行われた「韓国人が愛するトロット歌謡」アンケートにおいて第3位を獲得した。（1位はキム・スヒ「南行列車」、2位はチョー・ヨンピル「その冬の喫茶店」）
2018年の宝塚歌劇団星組公演「Killer Rouge」において、有沙瞳により日本語で歌唱された他、2024年12月には前山田健一訳詞・プロデュースにより『TROT GIRLS JAPAN』入賞者で結成されたトロットユニットsis歌唱の日本語版がリリースされた。

## 収録アルバム
- 1stミニアルバム「人生ノート」（2014年）※2014 Ver.
- 2ndミニアルバム「花様年華」（2016年）※同上
- 正規第1集「Lots of Love」（2019年）